# Икономически детерминизъм
Икономически детерминизъм е теория, която приписва основно значение и първенство на икономическата структура над политическата в развитието на човешката история. Обикновено историческият детерминизъм е асоцииран с теориите на Карл Маркс, макар че множество марксистки мислители отхвърлят опростения и едностранен икономически детерминизъм като форма на "вулгарен марксизъм" или "икономизъм", който обаче не е никъде включен в работите на Маркс.
Икономическият детерминизъм е разбиран от марксизма като позитивистичната вяра, че икономическите закони определят курса на историята, по същия начин, по който Огюст Конт например смята, че закони управляват обществото.
|  | Тази страница частично или изцяло представлява превод на страницата Economic determinism в Уикипедия на английски. Оригиналният текст, както и този превод, са защитени от Лиценза „Криейтив Комънс – Признание – Споделяне на споделеното“, а за съдържание, създадено преди юни 2009 година – от Лиценза за свободна документация на ГНУ. Прегледайте историята на редакциите на оригиналната страница, както и на преводната страница, за да видите списъка на съавторите. ВАЖНО: Този шаблон се отнася единствено до авторските права върху съдържанието на статията. Добавянето му не отменя изискването да се посочват конкретни източници на твърденията, които да бъдат благонадеждни. |